# 和平島
和平島是座落於東海的島嶼，位處基隆市中正區，基隆港東北方，是距離臺灣最近的島嶼，相隔僅有75公尺，其以臺灣第一座跨海大橋「和平橋」連接。島上的原住民巴賽族稱此島為，漢人入墾後則稱為「大雞籠嶼」或「大雞籠山」。1870年代，為了與東北方海上的「小雞籠嶼」（即今基隆嶼）區隔以免混淆，改名「社寮島」（又稱社寮嶼）；戰後改為現名。其為北台灣最早有西方人足跡的地方，也是基隆最早有漢人入墾所在之一。

## 歷史
早在漢人來到以前平埔原住民巴賽族雞籠社就已住在該島，16世紀漢人航海時稱該島為大雞籠嶼，西班牙統治時期西班牙人在和平島築城，稱為聖薩爾瓦多城，清代時漢人又因住在島上的平埔族關係稱該地為「社寮」，日治時代行政區為社寮町（日语：／ Sharyōchō），但是島名仍稱「社寮島」。
戰後不久，二二八事件期間，國民政府率領國軍對各地進行大規模清鄉，其中社寮島在軍隊的武力掃蕩下，島上遍地死屍，史稱「社寮島事件」。當時島上還具有琉球人的聚落，其中約有三十餘名琉球居民，連同當地的台灣居民，在國軍的掃蕩中槍決遇害。。
關於戰後改為「和平島」的原因眾說紛紜，經典雜誌記者裴凡強表示，一說是因為此地自明末以來常有戰亂，如今為祈求和平，而稱為和平島；另一說是二二八事變時，社寮島淪為刑場，後易名為和平島，希望從此殺戮不再。文史工作者潘江衛表示，「和平」之名是基於國民政府接收台灣後，基隆市街用忠孝仁愛信義和平命名，順序從市中心往港外做規劃。1946年1月中正區成立，有22里，有社寮里、和寮里、和平寮里，也有和一路、平一路，並出現和平島說法，由此看來，社寮島改名和平島，日本時代建造的基隆橋，改為和平橋，都在二二八事件之前。
和平島的聯外交通藉著和平橋與基隆市區連接。和平島全島原分為和平島本島（舊社寮島）、桶盤嶼、中山仔島三大部分，和平島本島西邊以人造堤防與桶盤嶼相連、西北則以明德橋與中山仔嶼相接，目前三島嶼已全部連為一體。
和平島的海岸以海蝕景觀聞名（節理〖豆腐岩、柱狀玄武岩〗、「千疊敷」海蝕平臺），這些區域曾被列為軍事管制區，現在已開放為海濱公園。
和平島當地文史工作者的考證，連接和平島與基隆市區的和平橋，結構上極可能是台灣歷史上最早建造的第一座鋼筋水泥橋，但現有的橋樑已非當年的古橋所以無法考證。
海濱公園內的海岸，有一處「蕃字洞」的歷史遺跡。洞內岩壁曾刻有荷蘭文字，岩石屬於砂岩，毗鄰海邊，幾百年來受強勁的東北季風吹襲，洞內文字已風化剝落，原有荷蘭文字早已消失。這裡又曾被和平島的國軍利用做為碉堡，加上歷年來好奇一遊的遊客觸摸及塗鴉，或有故意塗寫外國文字，以混淆視聽。蕃字洞的傳言是否屬實，已難考證。 
2004年2月28日，有兩百萬臺灣民眾參加、相連500公里至屏東佳冬鄉的「手牽手護台灣」活動以和平島為北端。

## 自然環境

### 地質

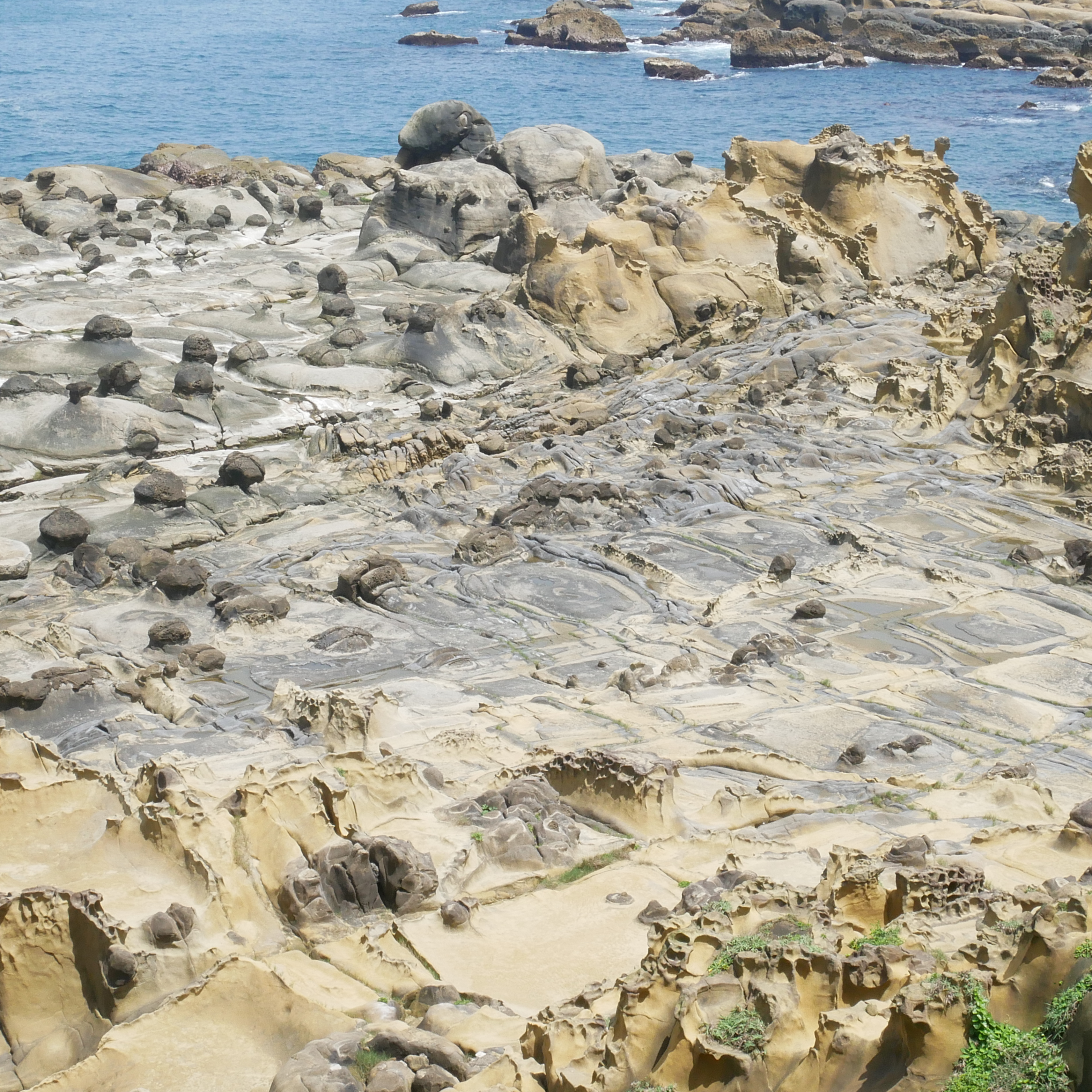
和平島公園皇帝殿

和平島海岸受強烈海蝕作用，海蝕地形發達，有蕈狀石、豆腐岩、海蝕平台與海蝕崖等。地層多是大寮層的厚層砂岩，與陸地相連之處被侵蝕成為海溝，因此和平島實為一島嶼。  和平島之海蝕平臺向海緩緩傾斜，低潮時面積約有1萬平方公尺，漲潮時多沒入海中，平臺之砂岩有時呈棋盤式節理格子狀的「豆腐岩」，日人稱之「千疊敷岩」，乃千張塌塌米海蝕平臺之豆腐岩之意。

### 植物
- 基隆天胡荽（学名：Hydrocotyle keelungensis）：和平島特色植物，葉面疏毛為特色。
- 濱槐（学名：Ormocarpum cochinchinensis）：台灣稀有及瀕危植物
- 基隆澤蘭（學名：Eupatorium luchuense var. kiirunense）：為菊科澤蘭屬下的一個變種

## 歷史建築

### 和平島龍目井（和平島紅毛井）
和平島龍目井創建於1626年，日治時期在1935年築大基隆橋後，更將龍目井加蓋一個半圓拱形的水泥遮頂，2006年基隆市政府公告登錄和平島龍目井為基隆市歷史建築。當地居民現在依然有在使用。

### 社寮東砲台
社寮東砲台的歷史可追溯至荷西時期，最早為西班牙與荷蘭人的戰爭根據地，於1626年即開始建立砲台，清治時期時是清法戰爭的戰備砲台，1886年劉銘傳再度興建社寮砲台；於日治時期之後，由總督府築城部基隆支部於1901年開始改築，1903年完工，1907年又改建社寮砲台，至1924年完成，為基隆要塞十大砲台之一，2004年基隆市政府公告指定社寮砲台為本市市定古蹟。

### 和平橋
和平橋是台灣第一座跨海大橋，位於基隆市中正區，連接台灣本島與基隆市的和平島。建於1934年（昭和9年），全長約75公尺，今日所見之橋體已經過重建。

## 景點及重要設施
- 和平島公園（原中山仔嶼）
- 和平橋
- 社寮東砲台
- 台灣國際造船公司基隆總廠（聖薩爾瓦多城原址）
- 和平島觀光魚市
- 基隆港船舶管制中心（原桶盤嶼）
- 和平島污水處理廠
- 勞動部勞動力發展署北基宜花金馬分署基隆職業訓練場
- 農業部水產試驗所（原臺灣總督府水產試驗所）
- 和平島天后宮
- 天顯宮
- 和平島蕃字洞
- 琉球漁民慰靈碑
- 社寮橋
- 諸聖教堂遺址

## 外部連結
- 和平島公園（页面存档备份，存于）